# サバエとヤッたら終わる
『サバエとヤッたら終わる』（サバエとヤッたらおわる）は、早坂啓吾による日本の漫画。新潮社のWEBアプリである『くらげバンチ』にて、2019年9月より連載中。
原則、毎週火曜日（当初は金曜日）正午に最新話が更新されるが、最新話の閲覧は会員登録の上ポイントを購入・消費する必要がある。第1話から第3話は常時無料で公開されているほか、最新話より1本前と2本前のみ無料で閲覧できる（1話につき基本的に2週間無料で閲覧できる）。
単行本の電子書籍版では、巻末で登場人物たちが本編とは異なるシチュエーションで登場する番外編が掲載されることもある。また、電子書籍版の第2巻では、巻末で限定特典としてグラビアアイドルのRaMuとのコラボグラビア（RaMuがリアル「サバエ」になっちゃった!?というシチュエーションで撮影）が掲載されている（単行本には非掲載）。
2024年8月から9月にかけて、TOKYO MXにて、濱田龍臣と沢口愛華のダブル主演によるテレビドラマが放送された。

## あらすじ
とある、東京から電車で1時間ほどの場所にある大学の経済学部2年生である宇治は、同じフットサルサークル仲間で美人の桜井美波と親密になりたいと思い、桜井の友人で同じサークル仲間である鯖江レイカ（サバエ）に仲を取り持ってもらうよう相談をもちかける。ともに酒好きの二人は居酒屋で酒を飲みつつ、宇治は真剣に相談をするのだが、サバエは酒ばかり飲んでおり、まともに相手してくれているのかどうか分からない。
サバエは酒好きだけでなく、特に宇治の前では平気で下ネタを言うなどデリカシーの欠片もない女だが、意外とスタイルは良く、宇治は時々サバエの（わざと見せているのかは分からないが）エロっぽい姿を見ては、ついムラムラとしてくるのであった。
だが、サバエに手を出しそうになった宇治は、理性を保つため、我に返って常に心の中でこう呟くのであった。「サバエとヤッたら（桜井さんとは）終わる、ヤッたら終わる、ヤッたら終わる………」
宇治は、桜井さんのため、理性を保つことができるのか!?それともサバエと一線を……!?

## 登場人物
各人の学年、年齢は初登場時。のち全員が1年進級している。なお、登場人物で下の名前が判明しているのは女子のみで、宇治を含めて男子は全員下の名前は不明。
宇治（）
主人公。本作で唯一と言っていいほどのツッコミ役だが、珍しくボケをかますこともあり、その時はサバエからツッコミを入れられる。東京から少し離れたところにあるとある大学の経済学部に在籍する2年生で20歳。三白眼である。安アパートで一人暮らしをしており、普段はコンビニでアルバイトしている。
大学ではフットサルサークル「ファンタジスタ」に入っており、サークル仲間の桜井を狙っている。自身も酒が飲めるため、当初は恋愛相談の相手であったサバエとはなんだかんだで飲み友達となってしまっている。そんなサバエからはよく童貞だと言われているが、自身は「高校3年生の時に彼女がいた」と言って否定している。サバエにヘッドロックをされたり相合傘をしているときなどで胸が当たったりするなどするとついついムラムラしてしまい、何回か危うく一線を越えそうになったこともある。ちなみに好きなブラの色は水色。

鯖江レイカ（さばえ レイカ）
もう一人の主人公。作中では「サバエ」と表記される。基本はボケ役だが、たまにツッコミも入れる。20歳で、宇治や桜井とは同じ学年、学部、サークルに所属している。髪はショートで、アホ毛がある（ただし連載開始当初はなかった）。社交的な性格で、桜井のほか勝木などとも仲が良く友人は多い。基本スカートは穿かずズボンもしくはショートパンツを穿いているが、宇治と一緒に服を買いに行った時の試着やハンバーガーショップでのバイト中などで、まれにスカート姿が見られることもある。
酒に目がなく、昼間でも講義中であってもスキあらば酒を飲んでいるほか、講義が終わって帰宅する宇治を見つけてはそのまま一緒に居酒屋で飲んだりしている。おまけにガサツで部屋の片付けも満足にできないズボラさもあるが、学園祭でのサークルの出し物でモツ煮込みを作ったり、風邪を引いた宇治のためにお粥を作ったりするなど、料理は結構上手。宇治に対しては平気で下ネタを言うほか、堂々と放屁をしたり、居酒屋で酔ってトイレに行くときも「ションベン…」と言うなど、宇治とは男女の仲というよりは友達の仲だが、時に思わせぶりに誘惑っぽいことをして宇治を困惑させている。
実家は東京で、電車に乗って1時間の距離。自宅から通える距離ながらオートロック・モニター付きインターホンを備えたマンションで一人暮らしをしており、実家はそこそこ裕福な模様。時々自身の様子を見に来る母親、そしてゴキブリと雷が苦手。
4月23日生まれ、血液型0型。身長152センチ、体重46キロと小柄だがスタイルは悪くなく、スリーサイズは92-61-82で自称Hカップの巨乳である。作中には登場しないが兄、姉がおり、三人きょうだいの末っ子である。

桜井美波（さくらい みなみ）
宇治やサバエとは同じ学年、学部で20歳。同じサークル仲間でもあり、サバエとは仲良しで、サバエの事を「レイカちゃん」と呼んでいる。ほんわかした雰囲気を持つ美人でスタイルが良い上に巨乳でもあり、そして皆に優しいため、サークルの男子の中では一番の人気者でもある。宇治も狙っており、桜井の友人でもあるサバエに仲を取り持ってもらうよう仕向けているが、どうやら桜井自身は宇治には興味はない模様。レイカと一緒だと宇治に対してなぜか一瞬ドヤ顔を見せることもある。
6月11日生まれ、血液型A型。身長164センチ、体重48キロとスレンダーで、スリーサイズは89-56-83。作中には登場しないが妹がいる。

田村（たむら）
サークルの先輩で、宇治らより1学年上の3年生の男子。サークルの代表者。気さくな性格だが、常に下ネタをサラっと口にするなどデリカシーがない。いわゆるおっぱい星人で、巨乳で可愛いコなら誰でもOKなタイプ。

吉良（きら）
サークル仲間で宇治らと同学年の男子。常にモテる男。宇治らの学年の代でのサークル代表者となった。

吉田（よしだ）
サークル仲間で宇治らと同学年の男子。ロリ顔の彼女がいる。彼女がいるとべったりしておりバカップルぶりを発揮している。

小呂田（おろた）
サークルの後輩で1年生の男子。最初はサバエのことが気になっていたが、のち尾楽が気になりだす。下ネタが大の苦手で免疫がなく、普通に見て下ネタではないと思えることも下ネタだと認識してしまうほか、普段から露出度の高いボディコンを着ている尾楽の前では直視できず上を向いている。下ネタに怯えたり興奮すると顔を赤らめて、その場から逃げてしまうこともある。

勝木凛（かちき りん）
サークルの仲間で、宇治らと同級生のメガネ女子。根は真面目だがちょっとズレているところがあり、宇治が自分を狙っていると勝手に思い込んだり、宇治を目の前にして全くタイプではないと言い張る（逆に宇治にもそのケはない）。サークルには体を動かすつもりで入ったのと、酒には弱いので飲み会などのイベントには滅多に顔を出さない方であったが、のちによく顔を出すようになった。
父が大阪出身ということもあり、たこ焼き器を持っているだけでなくたこ焼き作りも上手く、たこ焼きを見ずノールックで素早く両手で焼き上げるという得意技を持つ。そのため、たこ焼きが絡むとアツくなり、サークル仲間でタコパをしていた時に油を挽かずいきなり焼こうとした宇治に対しては、（本人曰く）エセ大阪弁でツッコミをいれてしまう。一方、オバケが苦手。
10月1日生まれ、血液型A型。身長160センチ、体重50キロで、スリーサイズは80-59-82。作中では登場しないが、妹がいる。

鯖江遥（さばえ はるか）
サバエこと鯖江レイカの母親。親バカであり、月イチの頻度で娘であるレイカの様子を伺いに来ては時々遠目で娘を観察しているが、すぐにバレるほど尾行は下手。しかも、電信柱などの物陰に隠れても気付かれるほど娘同様に巨乳である。レイカに対しては、来るたびに部屋が散らかっていることを咎めて目の前で片づけをさせようとしているため、さすがのレイカも彼女は苦手にしている。また、親の立場として不純異性交遊は認めていないため、レイカだけでなくレイカが彼氏（ウソ）だと紹介した宇治に対しても不健全な交際をしていないか直接“圧”をかけており、宇治はその恐怖で内心怯えている。表向き態度には出さないものの、娘と同じく大の酒好き。だが、酒に酔うと甘々となり、下着姿を宇治に見られても平気で絡んでくるほど弱くなってしまう（しかも酔ったときの記憶がない）ため、レイカによるとそこが付けこみどころらしい。
1月20日生まれ、血液型O型。身長158センチ、体重50キロで、スリーサイズは93-63-90。レイカを含めた1男2女の子供がいる。

保脇芽依（ほわき めい）
宇治のバイト仲間で、同じコンビニで働いている。大学は不明だが家政学部で、宇治らより1学年下の20歳の女子大生。髪型はツインテール。ちょっと天然気味だがあざとさと魔性度は高く、宇治繋がりでサバエとも仲良くなる。自身曰く「口は固い」らしい。
5月13日生まれ、血液型AB型。身長155センチ、体重45キロで、スリーサイズは77-55-78。

尾楽みゆき（おらく みゆき）
サークル仲間の女子で、宇治やサバエらと同学年で経済学部の所属。巨乳であり、学内も含めて常にボディコン姿。宇治やサバエほどではないが、酒も飲める。元々は高校の時の上下ジャージで大学に通うくらい地味な格好で目立たなかったが、モテたい一心で1年かけて宇治曰く「エッチなギャル」に変身し「まさかの大学途中デビュー」を果たした上に、そこからはサークルによく顔を出すようになった。宇治は最初は誰だか分からなかったが、以前から親交のあったサバエは久しぶりの姿でも一目で尾楽だと見抜いた。べらんめえっぽい感じで口調はキツめだが、単に強がっているだけで正論を言っており、根は「いい人」である。
10月8日生まれ、血液型A型。身長168センチ、体重55キロで、スリーサイズは95-54-91。作中には登場しないが、弟がいる。
井鹿（いじか）
宇治の友人で、同じ大学の同級生の男子。第130話で登場。「サークルは女目当ての場所」「彼女はいらない」と言う割には、サバエからサークル加入を誘われた時にはまんざらでもない態度を見せたり、桜井や勝木などを見て宇治らのサークルへの加入を匂わており、本音は彼女が欲しい模様。宇治、サバエからは「めんどくさいヤツ」と思われている。

## 書誌情報
- 早坂啓吾『サバエとヤッたら終わる』 新潮社 〈BUNCH COMICS〉、既刊18巻（2025年5月9日現在）
  1. 2020年5月9日発売[10]、ISBN 978-4-10-772279-9
  2. 2020年11月9日発売[11]、ISBN 978-4-10-772335-2
  3. 2021年4月9日発売[12]、ISBN 978-4-10-772377-2
  4. 2021年8月6日発売[13]、ISBN 978-4-10-772414-4
  5. 2021年11月9日発売[14]、ISBN 978-4-10-772442-7
  6. 2022年3月9日配信開始[15]
  7. 2022年6月9日配信開始[16]
  8. 2022年9月8日配信開始[17]
  9. 2022年12月8日配信開始[18]
  10. 2023年3月9日配信開始[19]
  11. 2023年6月8日配信開始[20]
  12. 2023年9月8日配信開始[21]
  13. 2024年1月9日配信開始[22]
  14. 2024年4月9日配信開始[23]
  15. 2024年7月9日配信開始[24]
  16. 2024年10月8日配信開始[25]
  17. 2025年1月8日配信開始[26]
  18. 2025年5月9日配信開始[27]

- 第6巻以降は電子書籍のみの発行となっている。

## テレビドラマ
2024年8月12日（11日深夜）から9月30日（29日深夜）まで、TOKYO MXにて放送された。全8話。主演は濱田龍臣と沢口愛華。
TOKYO MX制作の番組としては初めて、Netflixでも独占配信された。
沢口はこのドラマの役作りのため、ロングヘアをばっさりカットしてショートにした。また、濱田の視点からのショットについては、彼が自分から提案してカメラを手にしながら撮影を担当したものもある。
2024年7月14日には、池袋HUMAXシネマズにて第1話・第2話の先行上映会や舞台挨拶、取材会が開催された。登壇者は濱田龍臣、沢口愛華、UBUNA、オーイシマサヨシ、有馬元気、福室莉音。同年8月5日には、特別番組「ドラマ サバエとヤッたら終わる 〜放送直前スペシャル!!〜」が放送・配信され、イベントの司会進行と特番でのナレーションの両方で福室莉音が務めた。放送直前スペシャルでは福室が勝木凛役の設定のままで進行した。

### キャスト
- 宇治 - 濱田龍臣
- 鯖江レイカ - 沢口愛華
- 勝木凛 - 福室莉音
- 吉良 - 東夏輝
- 田村 - 生田俊平
- 小呂田 - 黒田昊夢
- 桜井美波 - 進藤あまね[注 4]
- サバエ姉 - 風吹ケイ[36][注 5]

### スタッフ
- 原作 - 早坂啓吾『サバエとヤッたら終わる』（新潮社）
- 脚本 - 小林哲也（ヨーロッパ企画）
- 監督 - UBUNA
- 音楽 - スタジオアトウ
- オープニング主題歌 - オーイシマサヨシ「あとの祭り」（PONY CANYON） [37]
- エンディング主題歌 - 有馬元気「勇者の剣」（Studio Cubic Records）[37]
- プロデューサー - 黒田健史、金井隆治、田中勇丞
- 企画・プロデュース - 赤澤賢司
- 制作プロダクション - ヒューマックスエンタテインメント
- 制作協力 - POPBORN
- 製作 - ヤッたら終わる製作委員会（TOKYO MX、ハピネットファントム・スタジオ、ABCフロンティア）

### 放送日程
| 各話   | 放送日  | サブタイトル                |
| ------ | ------- | --------------------------- |
| 第1話  | 8月12日 | サバエとサシ飲みで…!?       |
| 第2話  | 8月19日 | サバエと買い物デートで…!?   |
| 第3話  | 8月26日 | サバエと桜井さんと…!?       |
| 第4話  | 9月02日 | サバエの家で…!?             |
| 第5話  | 9月09日 | サバエ以外の奇襲が…!?       |
| 第6話  | 9月16日 | サバエがガールズトークで…!? |
| 第7話  | 9月23日 | サバエとの夜で…!?           |
| 最終話 | 9月30日 | サバエとヤッたら…!?         |

### 放送局
| 放送期間                 | 放送時間                     | 放送局     | 対象地域 | 備考   |
| ------------------------ | ---------------------------- | ---------- | -------- | ------ |
| 2024年8月12日 - 9月30日  | 月曜 1:05 - 1:35（日曜深夜） | TOKYO MX   | 東京都   | 製作局 |
| 2024年10月4日 - 11月22日 | 金曜 1:00 - 1:30（木曜深夜） | サンテレビ | 兵庫県   |        |